# Bernard Minier
Bernard Minier (ur. 26 sierpnia 1960 w Béziers) – francuski pisarz, autor powieści kryminalnych.

## Życiorys
Dorastał w Montréjeau, u stóp Pirenejów. Uczył się w Tarbes i Tuluzie, a następnie w 1982 na rok wyjechał do Hiszpanii. Po powrocie do kraju w 1984 rozpoczął pracę jako celnik, awansując z czasem na stanowisko naczelnika służby celnej w Montreuil.
Pisarstwu poświęcił się już w wieku dojrzałym. Wcześniej jednak – przed wysłaniem pierwszej powieści do wydawnictwa – brał udział w konkursach literackich. Zadebiutował książką Bielszy odcień śmierci, która w 2011 ukazała się na rynku, stając się bestsellerem. Otrzymał za nią szereg nagród, m.in. Prix Polar au Festival de Cognac (2011) i Prix de l’Embouchure (2012). W 2012 opublikował drugą powieść, Krąg, która również zyskała popularność i została wyróżniona Prix des bibliothèques et des médiathèques Cognac (2013).
Jego książki zostały przetłumaczone na kilka języków, odnosząc sukces w krajach wydania. W 2014 brytyjski tygodnik „The Sunday Times” umieścił Bielszy odcień śmierci na liście pięćdziesięciu najlepszych powieści kryminalnych i thrillerów minionych pięciu lat.
Minier obecnie mieszka pod Paryżem i zawodowo zajmuje się wyłącznie pisarstwem.

## Życie prywatne
Jest żonaty i ma dwoje dzieci.

## Twórczość
Cykl z komendantem Martinem Servazem
- Glacé (2011) – wyd. pol. Bielszy odcień śmierci, Rebis 2012, tłum. Monika Szewc-Osiecka, ISBN 978-83-7510-765-4
- Le Cercle (2012) – wyd. pol. Krąg, Rebis 2013, tłum. Monika Szewc-Osiecka, ISBN 978-83-7818-419-5
- N'éteins pas la lumière (2014) – wyd. pol. Nie gaś światła, Rebis 2015, tłum. Monika Szewc-Osiecka, ISBN 978-83-7818-606-9
- Nuit (2017) – wyd. pol. Noc, Rebis 2018, tłum. Monika Szewc-Osiecka, ISBN 978-83-8062-217-3
- Soeurs (2018) – wyd. pol. Siostry, Rebis 2019, tłum. Monika Szewc-Osiecka, ISBN 978-83-8062-458-0
- La Vallée (2020) – wyd. pol. Dolina, Rebis 2020, tłum. Monika Szewc-Osiecka, ISBN 978-83-8188-124-1
- La Chasse (2021) – wyd.pol. Polowanie, Rebis 2021, tłum. tłum. Monika Szewc-Osiecka. ISBN 978-83-8188-357-3
- Une putain d’histoire (2015) – wyd. pol. Paskudna historia, Rebis 2015, tłum. Monika Szewc-Osiecka, ISBN 978-83-7818-772-1
- M, le bord de l'abîme (2019) – wyd. pol. Na krawędzi otchłani, Rebis 2019, tłum. Monika Szewc-Osiecka, ISBN 978-83-8062-641-6